# گندلی

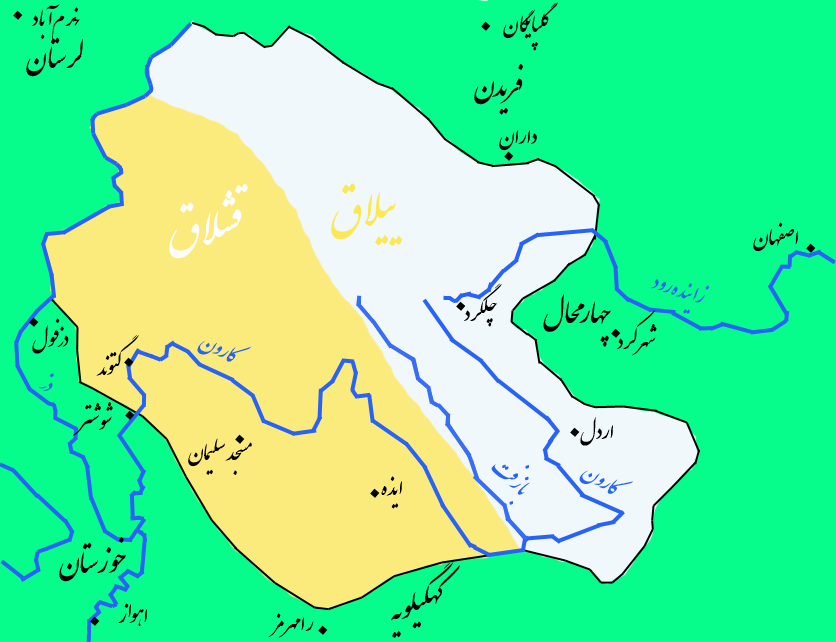
خاک بختیاری، منتشر شده توسط دانشنامه ایرانیکا. ایرانیکا گستره سکونتگاه بختیاری‌ها را از فریدن تا اهواز معرفی می‌کند.

گَندِلی یا طایفهٔ گَندِلی یکی از طوایف ایل بختیاری، در ایران است. ایل بختیاری از دو شاخه هفت لنگ و چهارلنگ تشکیل می‌شود شاخه هفت‌لنگ به چهار باب بختیاروند، بابادی باب، دورکی و دینارانی تفکیک شده‌است، که طایفهٔ گندلی از طوایفِ زیرمجموعهٔ دورکی بشمار می‌آید. پیشینهٔ این تقسیماتِ طایفه‌ای سازمان‌یافته، به قرن شانزدهم میلادی بازمی‌گردد، که امروزه به‌عنوان ساختار اجتماعی ایل بختیاری شناخته می‌شود. طایفه گندلی از ۴ شاخه و چندین تیره تشکیل شده‌است.

## ساختار اجتماعی
ایل بختیاری، از دو شاخه هفت‌لنگ و چهارلنگ تشکیل شده‌است. شاخه هفت‌لنگ، به چهار باب تقسیم شده و گندلی از طوایف زیرمجموعهٔ دورکی محسوب می‌شود. طایفهٔ گندلی، خود، شامل ۱۱تیره است که هر یک از این تیره‌ها، خود شامل زیر شاخه‌های فراوانی بنام اولاد بوده، که این اولادها نیز، تعداد زیادی خانوار را شامل می‌شوند.

## تقسیمات ایلی
طایفه گندلی به ۴ شاخه و چندین تیره که هرکدام از تیره‌ها دارای تش‌های فراوان هستند تقسیم می‌شود.

### سلبوری
سلبوری شعبه‌ای از طایفه جنگروی بوده‌است. حمدالله مستوفی در قرن هفتم حدوداً ۷۰۰تا۸۰۰سال پیش نام آن‌ها را به شکل سلبوری از اولین طوایف لر ذکر کرده‌است.
۱بارون وند (بره بی چاست)
۲کاظم وند (بره بی چاست)
۳علیرضاوند (بره بی چاست)
۴شهرام وند
۵تادعلی وند
۶محمدرضاوند
۷شیمباری وند
۸ علیدادوند
۹ میرزاعلی وند
۱۰ احمدوند
۱۱ توله وند
۱۲ آرتیاوند

### هلیل وند
1. سلطانعلی وند
2. گول وند
3. بازی وند
4. مدولی
5. سبزعلی وند
6. جلیل وند
7. خواجه وند
8. جمال وند
9. شهریاروند

### ورناصری
۱-سلمان وند
۲ بارانوند
۳علی جان وند
۴ممیوسف وند
۵ گیلاس وند
۶ عالی وند
۷ ابراهیم وند
۸حاتم وند
۹ اولاد ممدلی
۱۰اولاد مندنی

## محل سکونت
قسمت سردسیر و گرمسیر تقسیم می‌شود.
سردسیر گندلی‌ها، در استان چهارمحال و بختیاری:شهرستان‌های فارسان، اردل، کوهرنگ، کیار است.
گرمسیر گندلی‌ها، در استان خوزستان :شهرستان هایاندیکا، مسجدسلیمان، ایذه، شوشتر، لالی است.
همچنین جمعیت زیادی از گندلی‌ها به شهرهای اهواز آبادان اصفهان تهران فولادشهر شاهین شهر اصفهان شهرکرد نجف آباد مهاجرت کرده‌اند.

## جمعیت
جمعیت طایفه گندلی در قرن ۱۹ میلادی حدود ۱۲۰۰خانوار بود.

## مشاهیر
از مشاهیر طایفه گندلی، می‌توان به اشخاص زیر اشاره نمود:
- اسماعیل جلیلی: سیاست‌مدار و نماینده دوره نهم مجلس.
- جهانشاه دانش: سیاست‌مدار و نماینده دوره چهارم مجلس.
- همایون یوسفی: سیاست‌مدار و نماینده دوره دهم مجلس.
- علیرضا ورناصری: سیاست مدار و نماینده دوره یازدهم مجلس.